# Mark Indelicato
Mark Indelicato (né le 16 juillet 1994 à Philadelphie) est un acteur américain.

## Biographie
Le 3 juin 2021, il a été choisi pour jouer le rôle principal de Jorge Diaz Jr. dans la série télévisée, With Love (en) créée par Gloria Calderón Kellett, diffusée sur Prime Video depuis le 17 décembre 2021. Il joue aux côtés d'Emeraude Toubia, Isis King, Vincent Rodriguez III, Rome Flynn et Desmond Chiam.

## Filmographie
- 2003 : Disposal
- 2004 : Chappelle's Show (TV)
- 2006 - 2010 : Ugly Betty (TV) : Justin Suarez
- 2007 : La Vie de palace de Zack et Cody (TV)
- 2014 : White Bird (White Bird in a Blizzard) : Mickey
- 2016 : Dead of Summer : Un été maudit (Dead of Summer) (TV) : Blair Ramos
- 2021 : Hacks
- depuis 2021 : With Love (en) : Jorge Diaz Jr. (rôle principal, 11 épisodes)

## Distinctions

### Nominations
- 2007 : ALMA Awards du meilleur acteur dans un second rôle dans une série télévisée comique pour Ugly Betty (2006-2010) pour le rôle de Justin Suarez.
- 2008 : Young Artist Awards de la meilleure performance pour un acteur dans un second rôle dans une série télévisée comique pour Ugly Betty (2006-2010) pour le rôle de Justin Suarez.
- 2009 : ALMA Awards du meilleur acteur dans une série télévisée comique pour Ugly Betty (2006-2010) pour le rôle de Justin Suarez.
- 2009 : Young Artist Awards de la meilleure performance pour un acteur dans un second rôle dans une série télévisée comique pour Ugly Betty (2006-2010) pour le rôle de Justin Suarez.
- 2010 : NewNowNext Awards du meilleur acteur dans une série télévisée comique pour Ugly Betty (2006-2010) pour le rôle de Justin Suarez.